# Balogh Béla (színművész)
Balogh Béla (Miskolc, 1936. szeptember 28. –) magyar színész.

## Életpályája
Színészi pályája szülővárosában indult 1954-ben, majd a kecskeméti Katona József Színházban és az egri Gárdonyi Géza Színházban játszott. 1964-től győri Kisfaludy Színházhoz szerződött. 1970-től egy évadot a debreceni Csokonai Színházban töltött. 1971-től az Állami Déryné Színház tagja volt. 1978-tól a Békés Megyei Jókai Színház, 1983-tól nyugdíjba vonulásáig a nyíregyházi Móricz Zsigmond Színház társulatának színművésze volt.

## Fontosabb színházi szerepeiből
- William Shakespeare: Vízkereszt vagy amit akartok... Sebastian
- Arthur Miller: Közjáték Vichyben... cigány
- Carlo Collodi - Litvai Nelli: Pinokkió... Gepetto
- Szigligeti Ede: A csikós... Ferke bojtár
- Szigligeti Ede: Liliomfi... Gyuri pincér
- Vörösmarty Mihály: Csongor és Tünde... Kurrah
- Jókai Mór: És mégis mozog a föld... Bányaváry
- Molnár Ferenc: Doktor úr... Cseresnyés
- Gádor Béla: Lyuk az életrajzon... Kalmár
- Gyárfás Miklós: Dinasztia... Patai Imre
- Tabi László - Fényes Szabolcs: Halálos szerelem... Apa
- Dunai Ferenc: A nadrág... Seres Laci
- Kálmán Imre: A montmartre-i ibolya... Florimond
- Jacobi Viktor: Leányvásár... Fritz
- Szirmai Albert - Kristóf Károly: Tabáni legenda... Flórián
- Valentyin Petrovics Katajev: Bolond vasárnap... Iván Sóvárgov
- Vernon Sylvaine: Madame Louise szalonja... id. Talpass
- James Leo Herlihy - William Noble: Tizenévesek... Artur
- Franz von Schönthan - Paul von Schönthan - Kellér Dezső – Szenes Iván: A szabin nők elrablása... Szendeffy
- Pancso Pancsev: A négy süveg... Fehér sipkás, Piros sipkás, Fekete sipkás, Sárga sipkás, (Petkó négy fia)

## Önálló estjei
Rendhagyó irodalmi műsorok

## Díjai, elismerései
- Szocialista kultúráért (1975)[1]